# О’Брайен, Джордж Томас Майкл
Джордж Томас Майкл О’Брайен (англ. George Thomas Michael O'Brien; 5 ноября 1844 — 12 апреля 1906) — британский колониальный администратор. Работал главным секретарём администрации Гонконга с 1892 по 1895 год, а также губернатором Фиджи и верховным комиссаром по западной части Тихого океана с 1897 по июнь 1901 года.

## Биография
18 октября 1890 года был назначен генеральным бухгалтером и контролером доходов Британского Цейлона, сменив на этом посту Уильяма Равенскрофта, и занимал эту должность до 31 июля 1891 года. Его сменил Александр Светтенхэм. Также работал казначеем Британского Цейлона с 1886 по 1890 год.
В 1892 году стал главным секретарём администрации Гонконга и занимал эту должность до 1895 года. В 1897 году сменил Джона Бейтса Терстона на должности губернатора Фиджи и Верховного комиссара по западной части Тихого океана. В июне 1901 года был отозван после конфликта с правительством Новой Зеландии во главе с Ричардом Седдоном по поводу создания Федерации Фиджи и Новой Зеландии.
Скончался в 1906 году.

## Память
О'Брайен-роуд в районе Ванчай, Гонконг, была названа в его честь.